# Liste du patrimoine immobilier classé de Colfontaine
Cette page regroupe l'ensemble du patrimoine immobilier classé de la ville belge de Colfontaine.
| Objet | Année de construction / Architecte | Adresse                                  | Section communale | Coordonnées                      | Numéro d’inventaire | Illustration                                                                    |
| --- | ---------------------------------- | ---------------------------------------- | ----------------- | -------------------------------- | ------------------- | ------------------------------------------------------------------------------- |
| Maison La Court à Wasmes |                                    | Wasmes                                   |                   | 50° 25′ 01″ nord, 3° 50′ 20″ est | 53082-CLT-0002-01   | Image manquanteTéléverser                                                       |
| L'église Notre-Dame : déclassement de l'église à l'exception de la tour-clocher |                                    |                                          |                   | 50° 25′ 18″ nord, 3° 50′ 43″ est | 53082-CLT-0003-02   | L'église Notre-Dame : déclassement de l'église à l'exception de la tour-clocher |
| Maison du Peuple (façade et toiture) |                                    | Rue du Peuple, n° 1                      |                   | 50° 24′ 30″ nord, 3° 51′ 44″ est | 53082-CLT-0005-01   | Maison du Peuple (façade et toiture)                                            |
| Certaines parties du musée de la mine et de l'ancien charbonnage les Wagnaux |                                    | Rue du pont d'Arcole:                    |                   | 50° 25′ 27″ nord, 3° 50′ 27″ est | 53082-CLT-0006-01   | Image manquanteTéléverser                                                       |
| Les façades, voûtes et voussettes intérieures ainsi que les charpentes et la toiture de la maison Fénelon, dite, aussi Belle Maison sise rue Libiez, n°s 2 A et 2 B à Pâturages (+ FRAMERIES/Eugies) |                                    | Rue Libiez, n°s 2 A en 2 B, te Pâturages |                   | 50° 23′ 42″ nord, 3° 51′ 45″ est | 53082-CLT-0007-01   | Image manquanteTéléverser                                                       |